# Żółwinek austriacki
Żółwinek austriacki (Eurygaster austriaca) – gatunek pluskwiaka z podrzędu różnoskrzydłych i rodziny żółwinkowatych. Zamieszkuje zachodnią część Palearktyki. Żeruje na wiechlinowatych. W strefie lasostepu notowany jest jako szkodnik zbóż.

## Taksonomia
Gatunek ten opisany został po raz pierwszy w 1776 roku przez Franza de Paulę von Schranka pod nazwą Cimex austriacus. Jako miejsce typowe wskazano Linz w Austrii.

## Morfologia

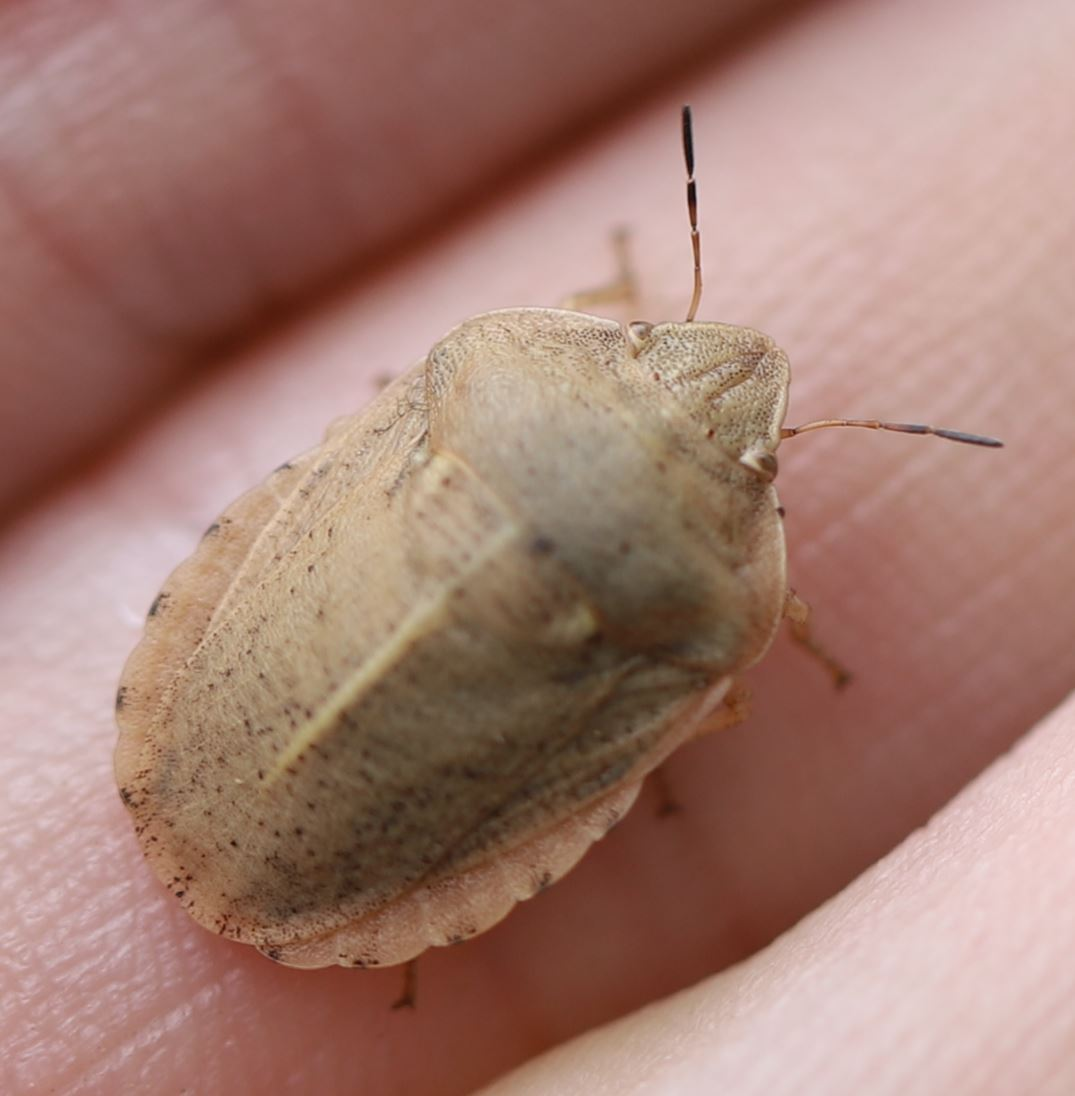
Forma jasna

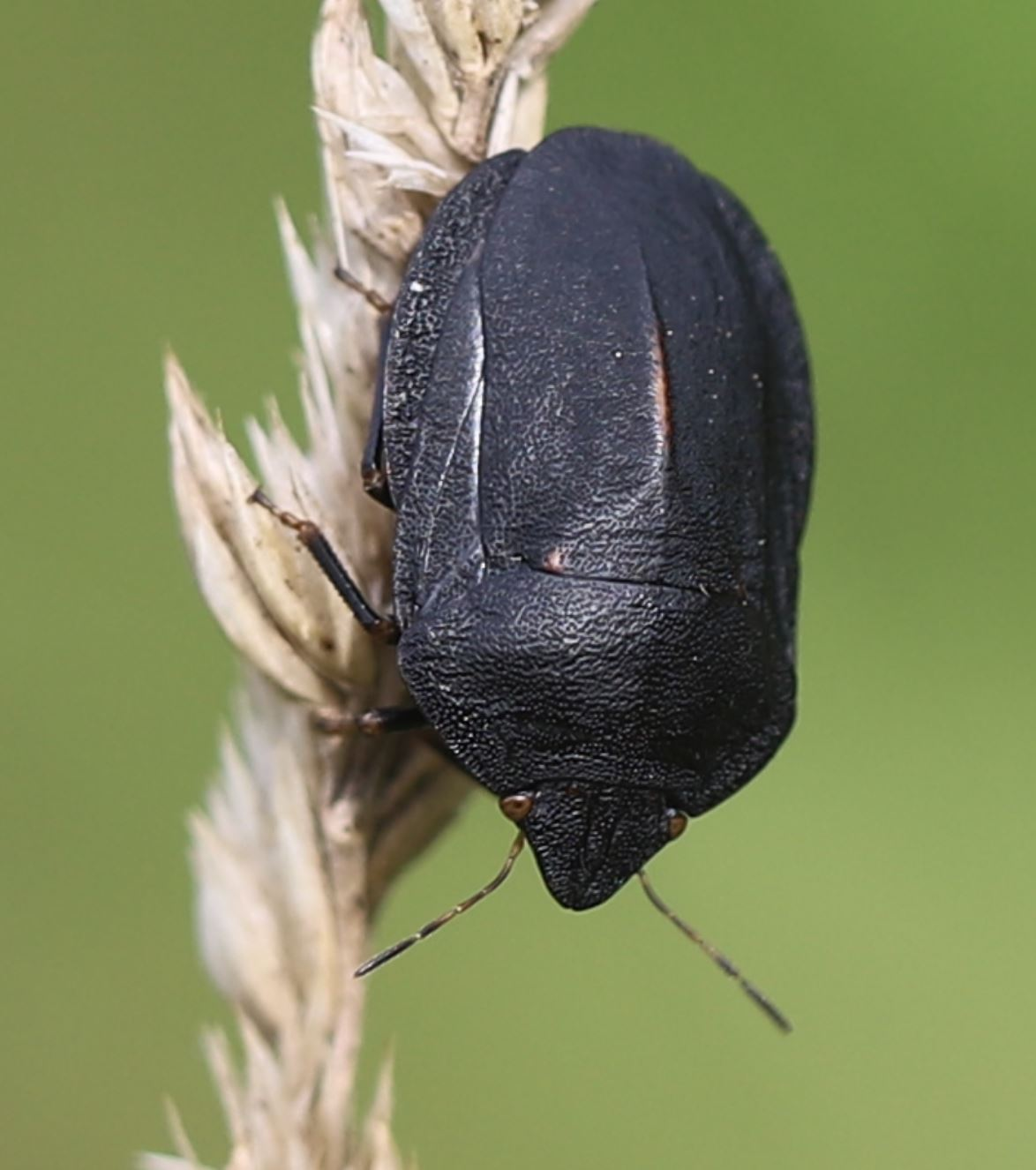
Forma ciemna

Pluskwiak o owalnym, lekko wydłużonym ciele długości od 11 do 14 mm. Ubarwienie wierzchu ciała jest zmienne, od żółtobrązowego do prawie czarnego, czasem z odcieniem rudym. Wierzch ciała zwykle ma kolor niemal jednolity, ale środkiem tarczki i przedplecza biegnie uwypuklona, jasna linia, często będąca jedynym wyraźnym fragmentem rysunku. Oprócz niej mniej lub bardziej widoczne u ciemniejszych osobników są jasne plamy boczne na przedzie tarczki. U osobników jasnych często występuje drobne ciemniejsze plamkowanie. Punktowanie ciała jest wyraźne, gęste i drobne. Głowa ma kształt tak długiego jak szerokiego trójkąta i odznacza się nadustkiem znacznie krótszym od policzków, które to z przodu nadustka stykają się ze sobą lub zbliżają mocno do siebie, pozostawiające jedynie wąskie wcięcie. U podstawy tarczki znajduje się wyraźne wysklepienie o półokrągłym kształcie. Listewka brzeżna odwłoka jest dobrze widoczna patrząc od góry.

## Biologia i ekologia
Owad ten jest mezofilem. Zasiedla suche i ciepłe stanowiska, w tym suche łąki, polany, murawy, ugory, przydroża, przytorza i pola uprawne. Jest oligofagicznym fitofagiem ssącym soki z traw. Postacie dorosłe ukazują się w kwietniu lub na początku maja, kiedy to temperatury osiągają około 20 °C. Kopulacje odbywają się w maju, po okresie wiosennego żerowania. W czerwcu samice składają na łodygach i spodnich stronach liści roślin żywicielskich jaja. Są one kuliste, średnicy około 1 mm, początkowo jasnozielone, później brązowe. Składane są w złożu, zwykle w postaci dwóch szeregów. Pojedyncza samica złożyć ich może od 20 do 28. Rozwój zarodkowy trwa dwa tygodnie. Rozwój larwalny zajmuje około miesiąca i występuje w nim pięć stadiów, z których pierwsze jest osiadłe, a pozostałe wędrujące. Osobniki dorosłe nowego pokolenia pojawiają się w lipcu. Między sierpniem a październikiem migrują na zimowiska na obszary zalesione. Zimują pod opadłym listowiem, wojłokiem oraz u podstaw pni i krzewów.
Żółwinek ten pada ofiarą muchówek z rodziny rączycowatych należących do gatunków Cistogaster globosa, Clytiomya sola, Cylindromyia auriceps, Cylindromyia intermedia, Eliozeta helluo, Elomya lateralis, Gymnosoma rotundatum i Phasia subcoleoptrata oraz parazytoidalnych błonkówek z rodziny tybelakowatych należących do gatunków Trissolcus cultratus, Trissolcus grandis, Trissolcus semistriatus i Trissolcus vassilliewi.

## Rozprzestrzenienie
Gatunek palearktyczny. W Europie znany jest z Portugalii, Hiszpanii, Wielkiej Brytanii, Francji, Belgii, Holandii, Luksemburga, Niemiec, Szwajcarii, Austrii, Włoch, Malty, Danii, Litwy, Polski, Czech, Słowacji, Węgier, Białorusi, Ukrainy, Mołdawii, Rumunii, Bułgarii, Słowenii, Chorwacji, Bośni i Hercegowiny, Czarnogóry, Serbii, Albanii, Macedonii Północnej, Grecji oraz europejskich części Rosji i Turcji. Z Afryki Północnej podawany jest z Maroka, Algierii i Tunezji. W Azji stwierdzono jego występowanie w anatolijskiej części Turcji, Gruzji, Armenii, Azerbejdżanie i Kazachstanie. W Polsce jest szeroko rozmieszczony, ale najrzadziej spotykany spośród przedstawicieli rodzaju.

## Znaczenie gospodarcze
W strefie lasostepu owad ten notowany jest jako szkodnik zbóż, w tym pszenicy, żyta, jęczmienia, owsa, kukurydzy i sorga. Jego żerowanie na kłosach może prowadzić do powstawania mniejszych ziaren, z których mąka nie nadaje się do zastosowania w piekarnictwie. Gatunek ten jest jednak zwykle mało liczebny, ma mniejszą zdolność rozrodczą i pojawia się później, w związku z czym stanowi znacznie mniejsze zagrożenie niż pokrewny Eurygaster integriceps.